# Saponini
Saponini su glikozidi s karakterističnim svojstvom pjenjenja. Pronađeni su u brojnim biljkama, a ime su dobili po biljci sapunika, čiji je korijen kroz povijest korišten kao sapun (lat. sapo - sapun). Saponini se sastoje od policikličkog aglikona koji je ili steroid kolina ili triterpenoid vezan preko C3, te ima etersku vezu na bočni lanac šećera. Aglikon se naziva sapogenin, a steroidni saponini nazivaju se saraponini. Sposobnost pjenjenja saponina je uzrokovana kombinacijom nepolarnog sapogenina i bočnog lanca topljivog u vodi. Saponini su gorki i smanjuju okus hrane domaćim životinjama. Međutim, ako imaju triterpenoidni aglikon, mogu imati okus sladića, jer glukuronska kiselina zamjenjuje šećer u triterpenoidima. Neki saponini, npr. iz lucerne, smanjuju apetit i prirast domaćih nepreživača (perad i svinje), dok drugi nisu značajno štetni. Na primjer, saponini koji se nalaze u zobi i špinatu povećavaju i ubrzavaju sposobnost tijela za apsorpciju kalcija i silicija, čime pomažu u probavi.

## Farmakologija
Saponini imaju širok raspon farmakoloških aktivnosti, uključujući ekspektoransku, protuupalnu, vazoprotektivnu, hipokolesterolemičnu, imunomodulatornu, hipoglikemijsku, moluskicidnu, antifungalnu, antiparazitsku i mnoge druge aktivnosti. Biljke bogate saponinom, kao što su ginseng ili sladić, koriste se u medicinske svrhe od davnih vremena i danas igraju značajnu ulogu ne samo u medicini, nego i u prehrambenoj i kozmetičkoj industriji, gdje se koriste kao emulgatori ili sladila. Još jedna važna primjena saponina je njihovo korištenje kao pomoćnog sredstva (adjuvansa) u proizvodnji cjepiva. Steroidni sapogenini već dugi niz godina služe kao ekonomski važni sirovine za farmaceutsku industriju u proizvodnji steroidnih hormona.

### Toksičnost
Saponini pokazuju membransku aktivnost, odnosno hemolitičku aktivnost, što znači da mogu uzrokovati oštećenja i cijepanja stanične membrane eritrocita, ako veća količina saponina dospije u ljudski ili životinjski organizam. Zbog hemolize i citolize endotela krvnih žila, dolazi do različitih manifestacija trovanja.